# La Disparue de Deauville
Pour plus de détails, voir Fiche technique et Distribution.
La Disparue de Deauville (initialement appelé Trivial) est un film français réalisé par Sophie Marceau, sorti en 2007. Il est tourné essentiellement dans la ville du Havre, dans le célèbre centre commercial Espace Coty et aussi dans des rues du Havre, comme la rue Pasteur.

## Synopsis
Jacques enquête sur Victoria, une célèbre actrice morte trente ans plus tôt, mais qui semble être mystérieusement réapparue. Jacques pense qu'elle est liée à une sombre affaire, et compte l'élucider, même en passant pour fou auprès de ses proches et collègues.

## Fiche technique
- Titre : La Disparue de Deauville
- Réalisation : Sophie Marceau
- Scénario : Jacques Deschamps, Sophie Marceau, Rania Meziani et Gianguido Spinelli
- Production : Ariane Guez et Oury Milshtein
- Directeur de Production : Mat Troi Day
- Photographie : Laurent Dailland
- Décors : Jean Bauer
- Costumes : Isabelle Pannetier
- Musique :  Franck II Louise
- Pays de production :  France
- Format : couleur
- Date de sortie : 2007

## Distribution
- Sophie Marceau : Victoria / Lucie
- Christophe Lambert : Jacques

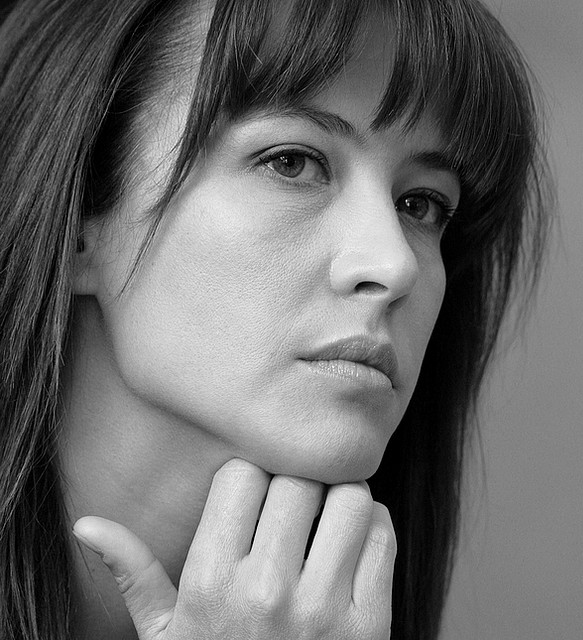
Sophie Marceau, en octobre 2007.

- Nicolas Briançon : Camille Bérangère
- Simon Abkarian : Pierre
- Robert Hossein : Antoine Bérangère
- Marie-Christine Barrault : Mélanie Bérangère
- Judith Magre : Rosemonde, la duchesse
- Marilou Berry : Fred
- Magali Woch : Constance
- Jacques Boudet : le commissaire Penaud
- Laure Duthilleul : Marilou
- Firmine Richard : l'infirmière en chef
- Samir Guesmi : l'étudiant en médecine
- Jean-Paul Bonnaire : Mario, le pompiste
- Julien Hossein : Antoine jeune
- Gladys Morhain : l'infirmière vue de dos